# Lista de prefeitos de Jitaúna
Esta é a lista de prefeitos de Jitaúna, cidade localizada no interior do estado da Bahia.
O cargo de prefeito no Brasil, foi criado em 11 de abril de 1835, pela assembleia provincial paulista, em reação aos amplos poderes conferidos pelo Código de Processo Criminal de 1832 às câmaras municipais. Seguiram o exemplo paulista seis províncias do nordeste brasileiro (Alagoas, Ceará, Maranhão, Paraíba, Pernambuco e Sergipe).
Sob a vigente ordem constitucional, essa designação é dada ao funcionário público do Poder Executivo municipal, que exerce seu cargo em função de uma legislatura (mandato), sendo para tanto eleito a cada quatro anos, podendo ser reeleito por mais 4 anos (segundo mandato).
Funções
O poder executivo municipal chefia a administração e comanda os serviços públicos, tendo como comandante o prefeito.
A partir da constituição brasileira de 1934, o cargo de prefeito passou a ser o único, em todo o Brasil, ao qual estão atribuídas as funções de chefe do poder executivo do governo local, em simetria aos chefes dos executivos da União e do estado, portanto, em forma monocrática. Este texto quer dizer que deverá haver harmonia e integração de ação entre as esferas envolvidas sem a intervenção de uma na outra, exceto nos casos previstos na Constituição Federal.
Eleições
O prefeito é eleito por sufrágio universal, secreto, direto, em pleito simultâneo em todo o País, realizado a cada quatro anos, no primeiro domingo de outubro.
E trinta dias após tem lugar o segundo turno, se o eleito em primeiro lugar não atingir 50% dos votos válidos mais um voto, no caso de municípios com mais de duzentos mil eleitores.
Conforme a legislação eleitoral atual no Brasil para tornar-se elegível, exige-se uma série de requisitos;
- Possuir nacionalidade brasileira ou portuguesa (neste caso, o cidadão português deve se encontrar amparado pelo Estatuto de Igualdade entre Portugueses e Brasileiros),
- Título de eleitor em dia e estar em gozo pleno do exercício dos direitos políticos,
- Domicilio eleitoral na circunscrição na qual o candidato se apresenta,
- Filiação partidária,
- Ser alfabetizado (tópico invalidado pela atual constituição brasileira de 1988),
- Desincompatibilização de cargo público — Se ocupa um cargo público deve sair seis meses antes das eleições e voltar caso possa só após seis meses ao pleito eleitoral,
- Renúncia de outro mandado até seis meses antes do pleito e não ser parente afim ou consangüíneo, até segundo grau, ou cônjuge de titular de cargo eletivo; pode, entretanto, ser candidato à reeleição (artigo 14 da Constituição),
- Ter idade mínima de 21 anos.

## Prefeitos
| N°  | Prefeito (a)                    | Foto         | Partido                                          | Partido                             | Vice-prefeito (a)     | Partido                                  | Partido                                                | Início do Mandato      | Fim do Mandato | Observações                                                                                             |
| --- | ------------------------------- | ------------ | ------------------------------------------------ | ----------------------------------- | --------------------- | ---------------------------------------- | ------------------------------------------------------ | ---------------------- | --- | --- |
| 1°  | Élias D'Ávila Filho             |              |                                                  |                                     | -                     |                                          |                                                        | 1963                   | 1966 | |
| 2°  | Milton Barbosa de Almeida       |              |                                                  |                                     | -                     |                                          |                                                        | 1967                   | 1970 | |
| 3°  | Élias D'Ávila Filho             |              |                                                  |                                     | -                     |                                          |                                                        | 1971                   | 1974 | |
| 4°  | Milton Barbosa de Almeida       |              |                                                  |                                     | -                     |                                          |                                                        | 1975                   | 1978 | |
| 5°  | Alberico da Silva Oliveira      |              |                                                  |                                     | -                     |                                          |                                                        | 1979                   | 1982 | |
| 6°  | Claudemiro Dias Lima            |              |                                                  |                                     | Manoel Alves Santiago |                                          |                                                        | 1983                   | janeiro de 1986 | Prefeito e vice eleitos em sufrágio universal, cujo titular fora assassinado no exercício do mandato.   |
| 7°  | Manoel Alves Santiago           |              |                                                  |                                     | Cargo Vago            |                                          | —                                                      | janeiro de 1986        | 1988 | Vice-prefeito eleito no cargo de titular, assumiu o mandato após o assassinato de Claudemiro Dias Lima. |
| 8°  | Gilberto Lopes dos Santos Filho |              |                                                  |                                     | Desconhecido          |                                          |                                                        | 1° de janeiro de 1989  | 1° de janeiro de 1993 | Prefeito e vice eleitos em sufrágio universal.                                                          |
| 9°  | Edísio Cerqueira Alves          |              |                                                  |                                     | Desconhecido          |                                          |                                                        | 1° de janeiro de 1993  | 1° de janeiro de 1997 | Prefeito e vice eleitos em sufrágio universal.                                                          |
| 10° | Gilberto Lopes dos Santos Filho |              |                                                  | Partido Trabalhista Brasileiro PTB  | Desconhecido          |                                          |                                                        | 1° de janeiro de 1997  | 1° de janeiro de 2001 | Prefeito e vice eleitos em sufrágio universal.                                                          |
| 11ª | Gilda Ramos dos Santos          |              |                                                  | Partido da Frente Liberal PFL       | Adeilson Silva Bastos |                                          | Partido da Frente Liberal PFL                          | 1° de janeiro de 2001  | 18 de novembro de 2001 | Prefeita e vice eleitos em sufrágio universal, cuja titular faleceu no exercício do mandato             |
| 12° | Adeilson Silva Bastos           |              |                                                  | Partido da Frente Liberal PFL       | Cargo Vago            |                                          | —                                                      | 18 de novembro de 2001 | 1° de janeiro de 2005 | Vice-prefeito eleito no cargo de titular, assumiu o mandato após o falecimento de Gilda Ramos.          |
| 13° | Edísio Cerqueira Alves          |              |                                                  | Partido Liberal PL                  | Adinael de Oliveira   |                                          | Partido Liberal PL                                     | 1° de janeiro de 2005  | 1° de janeiro de 2009 | Prefeito e vice eleitos em sufrágio universal.                                                          |
| 13° | Edísio Cerqueira Alves          |              | Partido do Movimento Democrático Brasileiro PMDB | Dione                               |                       | Partido Trabalhista do Brasil PTdoB      | 1° de janeiro de 2009                                  | 1° de janeiro de 2013  | Prefeito e vice reeleitos em sufrágio universal.                                                                                       | |
| 14° | Edson Silva Souza               |              |                                                  | Partido dos Trabalhadores PT        | Joaquim Hilário       |                                          | Partido Democrático Trabalhista PDT                    | 1° de janeiro de 2013  | 1° de janeiro de 2017 | Prefeito e vice eleitos em sufrágio universal.                                                          |
| 15° | Patrick Lopes                   |              |                                                  | Partido Democrático Trabalhista PDT | Lucinéia Ramos        |                                          | Partido Trabalhista Brasileiro PTB                     | 1° de janeiro de 2017  | 1° de janeiro de 2021 | Prefeito e vice eleitos em sufrágio universal.                                                          |
| 15° | Patrick Lopes                   |              | Progressistas PP                                 | Marcelo Pecorelli                   |                       | Partido Republicano da Ordem Social PROS | 1° de janeiro de 2021                                  | 30 de março de 2022    | Prefeito reeleito e vice eleito em sufrágio universal, cujo titular renunciou ao mandato para concorrer ao cargo de Deputado Estadual. | |
| 15° | Patrick Lopes                   |              | Avante                                           | Marcelo Pecorelli                   |                       | ProgressistasPP                          | 1° de janeiro de 2021                                  | 30 de março de 2022    | Prefeito reeleito e vice eleito em sufrágio universal, cujo titular renunciou ao mandato para concorrer ao cargo de Deputado Estadual. | |
| 16° | Marcelo Pecorelli               |              |                                                  | Progressistas PP                    | Cargo Vago            |                                          | —                                                      | 30 de março de 2022    | 1° de janeiro de 2025 | Vice-prefeito eleito no cargo de titular, assumiu o mandato após a renúncia de Patrick Lopes.           |
| 16° | Marcelo Pecorelli               | Avante       |                                                  |                                     | Cargo Vago            |                                          | —                                                      | 30 de março de 2022    | 1° de janeiro de 2025 | Vice-prefeito eleito no cargo de titular, assumiu o mandato após a renúncia de Patrick Lopes.           |
| 16° | Marcelo Pecorelli               | Daiana Ramos |                                                  | Avante                              | 1° de janeiro de 2025 | atualidade                               | Prefeito reeleito e vice eleito em sufrágio universal. |                        | | |